# São João da Pesqueira (freguesia)
A Freguesia de São João da Pesqueira é uma extinta freguesia portuguesa do Município de São João da Pesqueira, que tinha 50,74 km² de área e 2 206 habitantes (2011), e, por isso, uma densidade populacional de 43,5 hab/km².
Foi extinta e agregada à Freguesia de Várzea de Trevões, criando a União das freguesias de São João da Pesqueira e Várzea de Trevões.

## População
| População da freguesia de São João da Pesqueira | População da freguesia de São João da Pesqueira | População da freguesia de São João da Pesqueira | População da freguesia de São João da Pesqueira | População da freguesia de São João da Pesqueira | População da freguesia de São João da Pesqueira | População da freguesia de São João da Pesqueira | População da freguesia de São João da Pesqueira | População da freguesia de São João da Pesqueira | População da freguesia de São João da Pesqueira | População da freguesia de São João da Pesqueira | População da freguesia de São João da Pesqueira | População da freguesia de São João da Pesqueira | População da freguesia de São João da Pesqueira | População da freguesia de São João da Pesqueira |
| ----------------------------------------------- | ----------------------------------------------- | ----------------------------------------------- | ----------------------------------------------- | ----------------------------------------------- | ----------------------------------------------- | ----------------------------------------------- | ----------------------------------------------- | ----------------------------------------------- | ----------------------------------------------- | ----------------------------------------------- | ----------------------------------------------- | ----------------------------------------------- | ----------------------------------------------- | ----------------------------------------------- |
| 1864                                            | 1878                                            | 1890                                            | 1900                                            | 1911                                            | 1920                                            | 1930                                            | 1940                                            | 1950                                            | 1960                                            | 1970                                            | 1981                                            | 1991                                            | 2001                                            | 2011                                            |
| 2 688                                           | 2 092                                           | 2 301                                           | 2 052                                           | 2 038                                           | 1 931                                           | 1 860                                           | 2 104                                           | 2 041                                           | 1 904                                           | 1 547                                           | 2 034                                           | 1 869                                           | 1 989                                           | 2 206                                           |

Por decreto de 04/12/1872 o lugar de Vale de Vila, desta freguesia, passou a fazer parte da freguesia de Vale de Figueira
| Distribuição da População por Grupos Etários | Distribuição da População por Grupos Etários | Distribuição da População por Grupos Etários | Distribuição da População por Grupos Etários | Distribuição da População por Grupos Etários | Distribuição da População por Grupos Etários | Distribuição da População por Grupos Etários | Distribuição da População por Grupos Etários | Distribuição da População por Grupos Etários | Distribuição da População por Grupos Etários |
| -------------------------------------------- | -------------------------------------------- | -------------------------------------------- | -------------------------------------------- | -------------------------------------------- | -------------------------------------------- | -------------------------------------------- | -------------------------------------------- | -------------------------------------------- | -------------------------------------------- |
| Ano                                          | 0-14 Anos                                    | 15-24 Anos                                   | 25-64 Anos                                   | > 65 Anos                                    |                                              | 0-14 Anos                                    | 15-24 Anos                                   | 25-64 Anos                                   | > 65 Anos                                    |
| 2001                                         | 391                                          | 326                                          | 1 012                                        | 260                                          |                                              | 19,7%                                        | 16,4%                                        | 50,9%                                        | 13,1%                                        |
| 2011                                         | 373                                          | 304                                          | 1 197                                        | 332                                          |                                              | 16,9%                                        | 13,8%                                        | 54,3%                                        | 15,0%                                        |

Média do País no censo de 2001:  0/14 Anos-16,0%; 15/24 Anos-14,3%; 25/64 Anos-53,4%; 65 e mais Anos-16,4%
Média do País no censo de 2011:   0/14 Anos-14,9%; 15/24 Anos-10,9%; 25/64 Anos-55,2%; 65 e mais Anos-19,0%

## Personalidades ilustres
- Senhor de São João da Pesqueira e Conde de São João da Pesqueira